# Juana Lestonnac
Juana de Lestonnac (Burdeos, 27 de diciembre de 1556 - Burdeos, 2 de febrero de 1640) fue una madre de familia numerosa, santa y religiosa francesa fundadora de la Compañía de María, congregación religiosa dedicada a la educación de niñas y niños inspirada en la espiritualidad ignaciana.
Beatificada en 1900 por el papa León XIII y canonizada el 15 de mayo de 1949 por el papa Pío XII, la fecha de celebración de su festividad (el 2 de febrero), al coincidir con la Solemnidad de la Presentación de Jesús en el Templo, se desplazó, por su congregación, al 15 de mayo, fecha de su canonización. Aun así en la actualidad y en el Martirologio romano, la festividad permanece en el 2 de febrero.

## Vida de Juana de Lestonnac
Hija de Ricardo Lestonnac, consejero en el parlamento y Juana Eyquem, recibe una educación vinculada con la cultura renacentista que experimentaba Burdeos, su padre era católico y su madre calvinista. 
La Reforma Calvinista llega a Francia, y se comienzan a producir las primeras guerras de religión. Juana Eyquem de Montaigne, que era devota calvinista, trata de persuadir a su hija con las ideas calvinistas. Juana encuentra refugio en la fe católica gracias a su padre y su tío, el conocido humanista Miguel de Montaigne.
Con la joven edad de 17 años, Juana se compromete con Gastón de Montferrant, barón de Landiràs con el cual tuvo ocho hijos de los cuales cinco llegaron a la edad adulta. Tras 24 años de matrimonio, Juana sufre la muerte de su marido. Más tarde mueren su hijo mayor, su padre y su tío Miguel. Ante estos duros golpes y con 46 años de edad, Juana ingresa en la orden de Las Fuldenses-Cister de Toulouse de Languedoc. La estricta rigurosidad de la regla, rebasa sus fuerzas y ha de dejar la vida monástica.

## Fundación de la Compañía de María

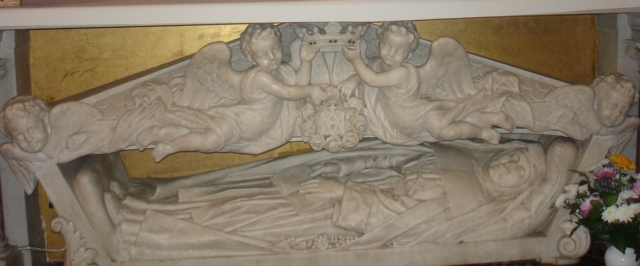
Altar relicario de Santa Juana en el colegio de la Compañía de María de Bordeus, con una escultura de Fournier (1900)

Tras su regreso del Císter a sus tierras en el castillo de La Mothe. En 1608 la peste asola Burdeos, tras sobrevivir a la peste, Juana comienza a ayudar a los barrios más pobres. Toma contacto con los jesuitas, relación fundamental por la similitud de ideas con relación a la preocupación sobre los jóvenes.
En 1607 Pablo V aprueba la primera comunidad de la Compañía de María Nuestra Señora, se pone al frente de una comunidad de mujeres que compaginan la contemplación con la dedicación total a la educación de la mujer. Juana Lestonnac muere en 1640, a los 84 años de edad, habiendo fundado 30 casas de la Compañía de María en Francia. El papa Pío XII aprueba las de España, entre las que se encuentran las de Jerez de la Frontera, Lérida, Barcelona, Tarragona, Madrid, Granada, Valladolid,  San Fernando (Cádiz), Albacete, Zaragoza, San Sebastián, Logroño, Irún, Lérida, Santander, La Coruña, Puente Genil (Córdoba),  Talavera de la Reina, Santiago de Compostela, Vigo y Cangas (Pontevedra), Ferrol y Tudela (Navarra), así como en diferentes países de otros continentes.